# پروانه (آلبوم ماریا کری)
پروانه (انگلیسی: Butterfly) ششمین آلبوم استودیویی خواننده و ترانه‌سرای آمریکایی ماریا کری است که در ۱۶ سپتامبر ۱۹۹۷ توسط کلمبیا رکوردز منتشر شد. این آلبوم صداهای ژانر موسیقی هیپ هاپ و معاصر بزرگسال و همچنین برخی ملودی‌های نرم و معاصر را در بر می‌گیرد. در طول ضبط این پروژه، کری با والتر آفاناسیف که اکثر قطعه‌های آلبوم‌های قبلی خود را با او نوشته و تهیه کرده بود، کار کرد. او همچنین با بسیاری از تهیه‌کنندگان و رپرهای مشهور هیپ هاپ مانند شان کامز، کیو-تیپ و میسی الیوت همکاری کرد.